# فهرست پررفت‌وآمدترین فرودگاه‌ها در ایران
فهرست پررفت‌وآمدترین فرودگاه‌ها در ایران به بررسی فرودگاه‌های ایران از نظر تعداد پروازها، تعداد مسافرین و میزان بار جابه‌جاشده می‌پردازد.

## بیشترین تردد مسافر هر فرودگاه در طی یک سال شمسی
۱-مهرآباد تهران:۱۷,۴۵۹,۰۰۰
۲-مشهد خراسان رضوی:۱۰,۵۰۲,۰۰۰
۳-امام خمینی تهران:۸,۹۷۵,۰۰۰
۴-شیراز فارس:۳,۵۹۱,۰۰۰
۵-جزیره کیش هرمزگان:۲,۹۹۵,۰۰۰
۶-اهواز خوزستان:۲,۹۱۷,۰۰۰
۷-اصفهان:۲,۷۹۱,۰۰۰
۸-تبریز آذربایجان شرقی:۱,۹۳۷,۰۰۰
۹-بندرعباس هرمزگان:۱,۳۳۵,۰۰۰
۱۰-کرمان:۸۶۸,۰۰۰
۱۱-آبادان خوزستان:۸۵۹,۰۰۰
۱۲-عسلویه بوشهر:۸۵۷,۰۰۰
۱۳-یزد:۷۶۴,۰۰۰
۱۴-کرمانشاه:۶۶۹,۰۰۰
۱۵-بوشهر:۶۲۹,۰۰۰
۱۶-زاهدان بلوچستان:۵۵۹,۰۰۰
۱۷-جزیره قشم هرمزگان:۵۲۳,۰۰۰
۱۸-رشت گیلان:۴۶۹,۰۰۰
۱۹-ارومیه آذربایجان غربی:۴۶۱,۰۰۰
۲۰-ساری مازندران:۴۰۸,۰۰۰
۲۱-چابهار/کنارک بلوچستان:۳۵۲,۰۰۰
۲۲-گرگان گلستان:۲۹۵,۰۰۰
۲۳-بندر ماهشهر خوزستان:۲۸۷,۰۰۰
۲۴-اردبیل:۲۷۶,۰۰۰
۲۵-جزیره خارگ بوشهر:۲۱۱,۰۰۰
۲۶-ایلام:۲۰۸,۰۰۰
۲۷-دزفول خوزستان:۱۹۴,۰۰۰
۲۸-لارستان فارس:۱۵۹,۰۰۰
۲۹-بیرجند خراسان جنوبی:۱۳۸,۰۰۰
۳۰-سنندج کردستان:۱۰۱,۲۹۸
۳۱-رامسر مازندران:۹۲,۶۷۵
۳۲-خرم آباد لرستان:۸۱,۶۴۳
۳۳-جزیره لاوان هرمزگان:۷۸,۳۸۱
۳۴-بم کرمان:۷۳,۶۸۰
۳۵-جزیره سیری هرمزگان:۷۲,۹۶۸
۳۶-سیرجان کرمان:۷۱,۷۱۴
۳۷-نوشهر مازندران:۵۷,۵۲۱
۳۸-لامرد فارس:۵۷,۳۵۴
۳۹-شهرکرد چهارمحال:۵۶,۴۸۰
۴۰-همدان:۵۰,۶۸۴
۴۱-سبزوار خراسان رضوی:۵۰,۱۹۲
۴۲-بندرلنگه هرمزگان:۴۹,۸۵۹
۴۳-جزیره ابوموسی هرمزگان:۴۴,۳۳۱
۴۴-بجنورد خراسان شمالی:۴۲,۲۶۹
۴۵-زنجان:۳۴,۳۱۱
۴۶-زابل بلوچستان:۳۲,۹۸۸
۴۷-یاسوج کهگیلویه:۳۱,۷۸۹
۴۸-کاشان اصفهان:۲۹,۰۰۰
۴۹-اراک مرکزی:۲۶,۹۲۵
۵۰-بهرگان دیلم بوشهر:۲۶,۲۳۵
۵۱-ایرانشهر بلوچستان:۲۵,۹۷۰
۵۲-جم بوشهر:۲۴,۴۰۳
۵۳-ماکو آذربایجان غربی:۲۱,۰۰۰
۵۴-گچساران کهگیلویه و بویراحمد:۱۹,۰۰۰
۵۵-خوی آذربایجان غربی:۱۸,۷۵۱
۵۶-رفسنجان کرمان:۱۸,۴۳۴
۵۷-آقاجاری (امیدیه) خوزستان:۱۵,۴۳۰
۵۸-پیام کرج البرز:۱۳,۹۹۶
۵۹-جیرفت کرمان:۱۳,۷۰۳
۶۰-طبس خراسان جنوبی:۱۲,۷۴۴
۶۱-سهند مراغه آذربایجان شرقی:۱۰,۷۳۳
۶۲-پارس آباد مغان اردبیل:۹,۲۰۷
۶۳-شاهرود سمنان:۹,۲۰۱
۶۴-جاسک هرمزگان:۸,۶۷۰
۶۵-جهرم فارس:۸,۶۲۷
۶۶-جزیره تنب بزرگ هرمزگان:۳,۰۶۵
۶۷-سراوان بلوچستان:۲,۰۴۲
۶۸-سرخس خراسان رضوی:۱,۶۱۳
۶۹-سمنان:۱,۵۲۶
۷۰-گناباد خراسان رضوی:۱,۲۶۲
۷۱-کلاله گلستان:۱,۲۵۲
۷۲-سقز کردستان:۶۹
۷۳-جزیره هندورابی هرمزگان:۳۲ نفر 4

## آمار ۲۰۱۸ میلادی

## آمار ۲۰۲۱ میلادی
| رتبه  | نام فرودگاه                        | تعداد نشست‌ و برخاست | تعداد مسافر | شهر         |
| ----- | ---------------------------------- | ------------------- | ----------- | ----------- |
| ۱     | فرودگاه مهرآباد                    | ۱۳۲٬۲۴۵             | ۱۶٬۳۲۷٬۳۵۹  | ۱۱۱٬۱۰۷٬۸۲۲ |
| ۲     | فرودگاه بین‌المللی مشهد             | ۷۰٬۰۸۴              | ۱۰٬۰۳۰٬۲۳۰  | ۸۶٬۶۸۱٬۰۱۰  |
| ۳     | فرودگاه بین‌المللی امام خمینی تهران | ۵۳٬۳۵۹              | ۷٬۸۲۱٬۳۶۹   | ۱۴۸٬۰۲۰٬۴۱۵ |
| ۴     | فرودگاه بین‌المللی شیراز            | ۳۱٬۱۴۸              | ۳٬۳۰۸٬۱۱۱   | ۳۰٬۸۸۹٬۴۳۵  |
| ۵     | فرودگاه بین‌المللی کیش              | ۲۳٬۹۱۴              | ۲٬۸۲۵٬۵۴۹   | ۳۰٬۶۷۷٬۴۳۰  |
| ۶     | فرودگاه بین‌المللی اصفهان           | ۲۳٬۷۳۱              | ۲٬۶۷۱٬۶۲۲   | ۲۰٬۵۸۶٬۲۱۵  |
| ۷     | فرودگاه بین‌المللی اهواز            | ۲۳٬۰۴۰              | ۲٬۵۹۳٬۴۱۴   | ۲۴٬۱۲۸٬۵۲۸  |
| ۸     | فرودگاه بین‌المللی تبریز            | ۱۴٬۲۳۶              | ۱٬۷۶۸٬۳۹۸   | ۱۳٬۲۷۵٬۷۰۱  |
| ۹     | فرودگاه بین‌المللی کرمانشاه         | ۱۰٬۲۴۳              | ۱٬۱۲۳٬۶۴۱   | ۱۰٬۸۱۶٬۲۰۵  |
| ۱۰    | فرودگاه آبادان                     | ۶٬۷۴۴               | ۶۴۴٬۶۱۵     | ۵٬۶۸۱٬۱۵۷   |
| ۱۱    | فرودگاه شهید صدوقی یزد             | ۶٬۰۹۲               | ۶۷۲٬۱۶۷     | ۴٬۳۱۷٬۴۹۶   |
| ۱۲    | فرودگاه عسلویه                     | ۵٬۹۴۱               | ۸۰۸٬۲۳۰     | ۵٬۳۱۹٬۱۷۳   |
| ۱۳    | فرودگاه بین‌المللی بندر عباس        | ۵٬۴۰۶               | ۵۶۰٬۳۲۶     | ۳٬۵۰۸٬۵۲۳   |
| ۱۴    | فرودگاه بین‌المللی قشم              | ۵٬۳۴۸               | ۴۳۷٬۰۹۰     | ۴٬۴۴۵٬۷۹۸   |
| ۱۵    | فرودگاه بین‌المللی کرمان            | ۴٬۸۷۱               | ۸۱۸٬۰۴۷     | ۶٬۵۰۹٬۶۳۸   |
| ۱۶    | فرودگاه زاهدان                     | ۴٬۱۵۳               | ۴۸۵٬۷۳۴     | ۴٬۰۲۳٬۲۹۰   |
| ۱۷    | فرودگاه رشت                        | ۳٬۸۵۳               | ۳۸۵٬۹۱۰     | ۳٬۴۸۳٬۳۹۶   |
| ۱۸    | فرودگاه ارومیه                     | ۳٬۵۶۸               | ۳۹۳٬۸۰۱     | ۲٬۶۶۳٬۹۶۰   |
| ۱۹    | فرودگاه مهرآباد                    | ۳٬۱۵۴               | ۳۴۴٬۸۱۵     | ۳٬۲۵۰٬۰۶۰   |
| ۲۰    | فرودگاه بین‌المللی شهدای بوشهر      | ۳٬۰۵۵               | ۴۴۷٬۸۷۰     | ۴٬۵۶۷٬۱۳۲   |
| ۲۱    | فرودگاه گرگان                      | ۲٬۴۳۵               | ۱۹۰٬۴۲۰     | ۱٬۲۷۳٬۱۰۸   |
| ۲۲    | فرودگاه ایلام                      | ۲٬۳۰۸               | ۱۸۰٬۷۰۴     | ۹۴۸٬۹۹۶     |
| ۲۳    | فرودگاه اردبیل                     | ۱٬۹۹۸               | ۲۴۹٬۴۰۰     | ۱٬۷۶۳٬۱۳۳   |
| ۲۴    | فرودگاه ماهشهر                     | ۱٬۸۹۶               | ۱۷۵٬۴۲۸     | ۱٬۲۷۵٬۷۹۰   |
| ۲۵    | فرودگاه کنارک                      | ۱٬۸۵۷               | ۱۸۴٬۴۵۲     | ۲٬۰۳۶٬۰۰۸   |
| ۲۶    | فرودگاه لارستان                    | ۱٬۵۴۲               | ۱۵۶٬۶۷۱     | ۳٬۷۳۲٬۱۹۸   |
| ۲۷    | فرودگاه بیرجند                     | ۱٬۲۰۵               | ۱۱۷٬۲۰۸     | ۱٬۰۲۸٬۹۴۲   |
| ۲۸    | فرودگاه رامسر                      | ۸۹۰                 | ۴۶٬۸۸۵      | ۳۳۲٬۷۹۹     |
| ۲۹    | فرودگاه سنندج                      | ۸۶۸                 | ۶۷٬۹۴۴      | ۳۰۴٬۳۹۸     |
| ۳۰    | فرودگاه زابل                       | ۷۵۸                 | ۳۵٬۸۸۳      | ۳۲۰٬۷۱۳     |
| ۳۱    | فرودگاه خرم‌آباد                    | ۶۰۴                 | ۴۳٬۳۶۱      | ۲۰۹٬۵۹۴     |
| ۳۲    | فرودگاه بجنورد                     | ۵۷۹                 | ۳۹٬۳۸۲      | ۲۱۴٬۶۸۰     |
| ۳۳    | فرودگاه یاسوج                      | ۵۱۴                 | ۲۶٬۰۵۵      | ۱۱۴٬۳۰۵     |
| ۳۴    | فرودگاه لامرد                      | ۵۱۱                 | ۱۸٬۷۲۲      | ۲۳۶٬۴۷۲     |
| ۳۵    | فرودگاه نوشهر                      | ۴۷۰                 | ۳۳٬۸۶۸      | ۳۳۵٬۲۳۷     |
| ۳۶    | فرودگاه سیرجان                     | ۴۲۸                 | ۳۲٬۵۱۲      | ۲۱۲٬۳۱۸     |
| ۳۷    | فرودگاه سبزوار                     | ۳۹۶                 | ۲۵٬۰۶۵      | ۱۷۲٬۹۴۷     |
| ۳۸    | فرودگاه بین المللی شهدای شهرکرد    | ۳۶۶                 | ۳۰٬۱۷۹      | ۱۶۵٬۱۵۲     |
| ۳۹    | فرودگاه ایرانشهر                   | ۲۹۲                 | ۳٬۴۳۰       | ۳۱٬۷۲۷      |
| ۴۰    | فرودگاه بندر لنگه                  | ۲۹۰                 | ۱۹٬۳۴۳      | ۸۶٬۷۰۷      |
| ۴۱    | فرودگاه همدان                      | ۲۸۴                 | ۳۰٬۰۲۲      | ۲۸۲٬۹۸۳     |
| ۴۲    | فرودگاه رفسنجان                    | ۲۴۴                 | ۱۵٬۸۶۲      | ۱۳۶٬۸۲۵     |
| ۴۳    | فرودگاه بم                         | ۲۱۲                 | ۱۱٬۲۱۲      | ۸۳٬۳۷۹      |
| ۴۴    | فرودگاه ابوموسی                    | ۲۰۴                 | ۲۰٬۱۴۴      | ۱۸۵٬۹۴۵     |
| ۴۵    | فرودگاه جیرفت                      | ۲۰۲                 | ۱۰٬۶۴۰      | ۸۶٬۸۵۹      |
| ۴۶    | فرودگاه طبس                        | ۱۹۶                 | ۹٬۱۱۹       | ۶۸٬۵۷۴      |
| ۴۷    | فرودگاه شاهرود                     | ۱۸۶                 | ۳٬۸۰۸       | ۱۵٬۶۷۹      |
| ۴۸    | فرودگاه زنجان                      | ۱۸۶                 | ۱۱٬۴۶۳      | ۸۶٬۶۳۳      |
| ۴۹    | فرودگاه خوی                        | ۱۶۶                 | ۱۰٬۳۷۲      | ۷۶٬۵۲۸      |
| ۵۰    | فرودگاه اراک                       | ۱۶۴                 | ۱۳٬۱۸۵      | ۱۰۴٬۹۳۶     |
| ۵۱    | فرودگاه کلاله                      | ۲۶                  | ۶۹۸         | ۳٬۷۳۷       |
| ۵۲    | فرودگاه جهرم                       | ۲                   | ۲۸          | صفر         |
| ۵۳    | فرودگاه دزفول                      | ۱۰۰۴۰               | ۱۰۰۰۶       | ۳۲۷۵        |
| ۵۴    | فرودگاه پیام                       | ۴                   | ۸           | صفر         |
| مجموع |                                    | ۴۵۶٬۴۶۶             | ۵۶٬۲۸۱٬۸۰۵  | ۵۳۹٬۸۷۹٬۶۸۶ |

## آمار ۲۰۱۵ میلادی

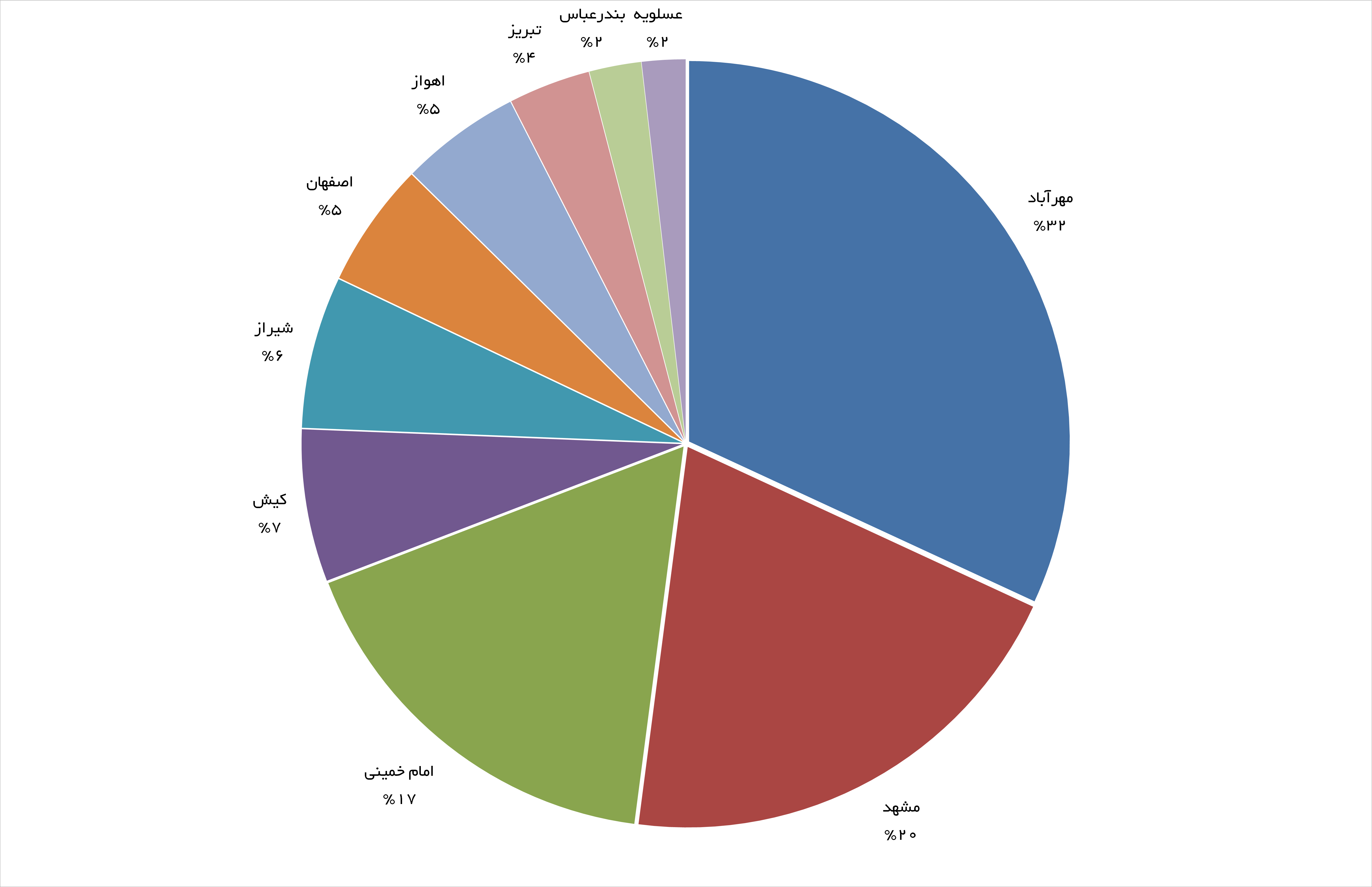
پررفت‌وآمدترین فرودگاه‌های ایران بر پایهٔ تعداد جابه‌جایی مسافر در سال ۲۰۱۵ میلادی.

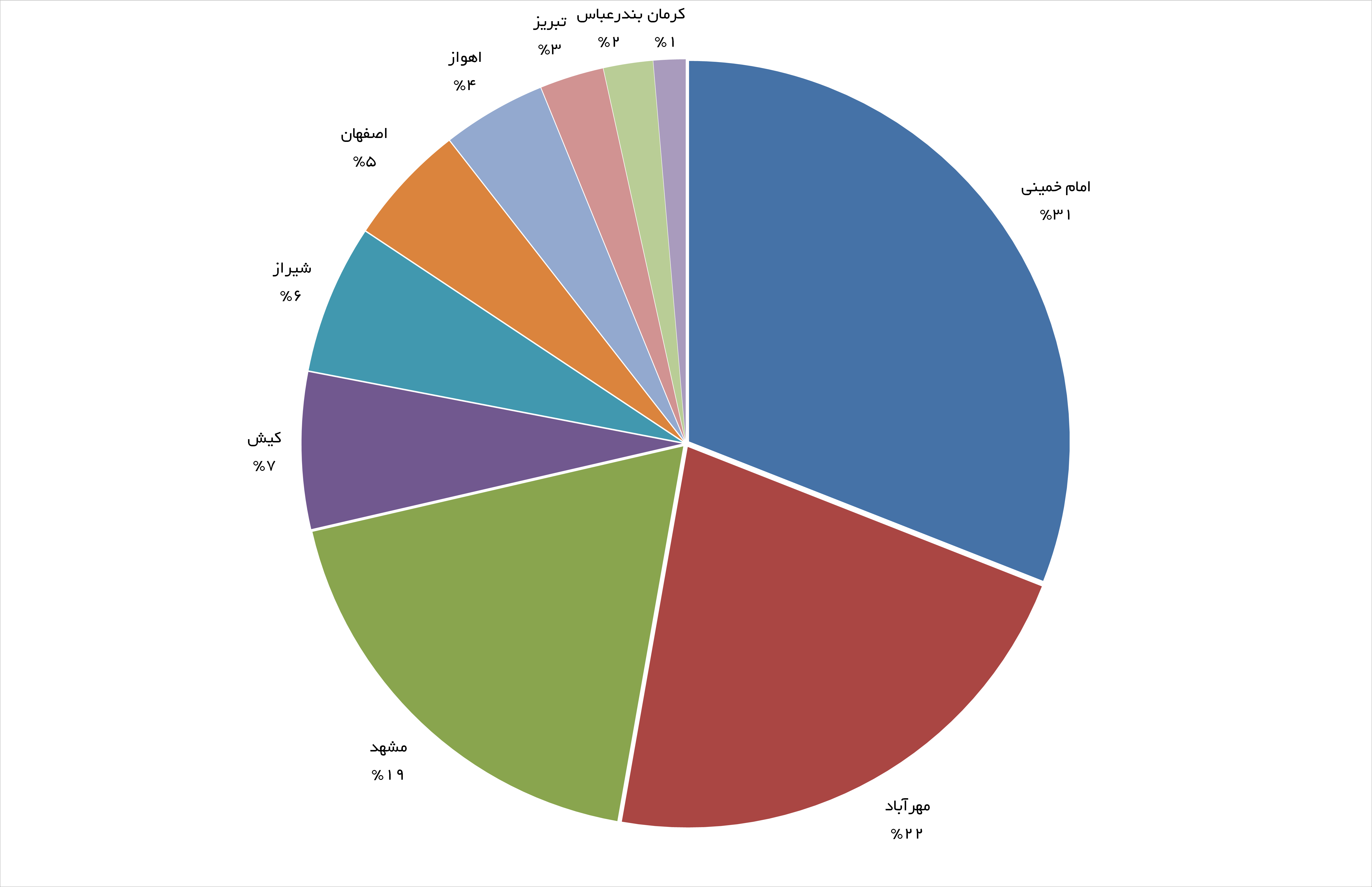
پررفت‌وآمدترین فرودگاه‌های ایران بر پایهٔ تعداد جابه‌جایی بار در سال ۲۰۱۵ میلادی.

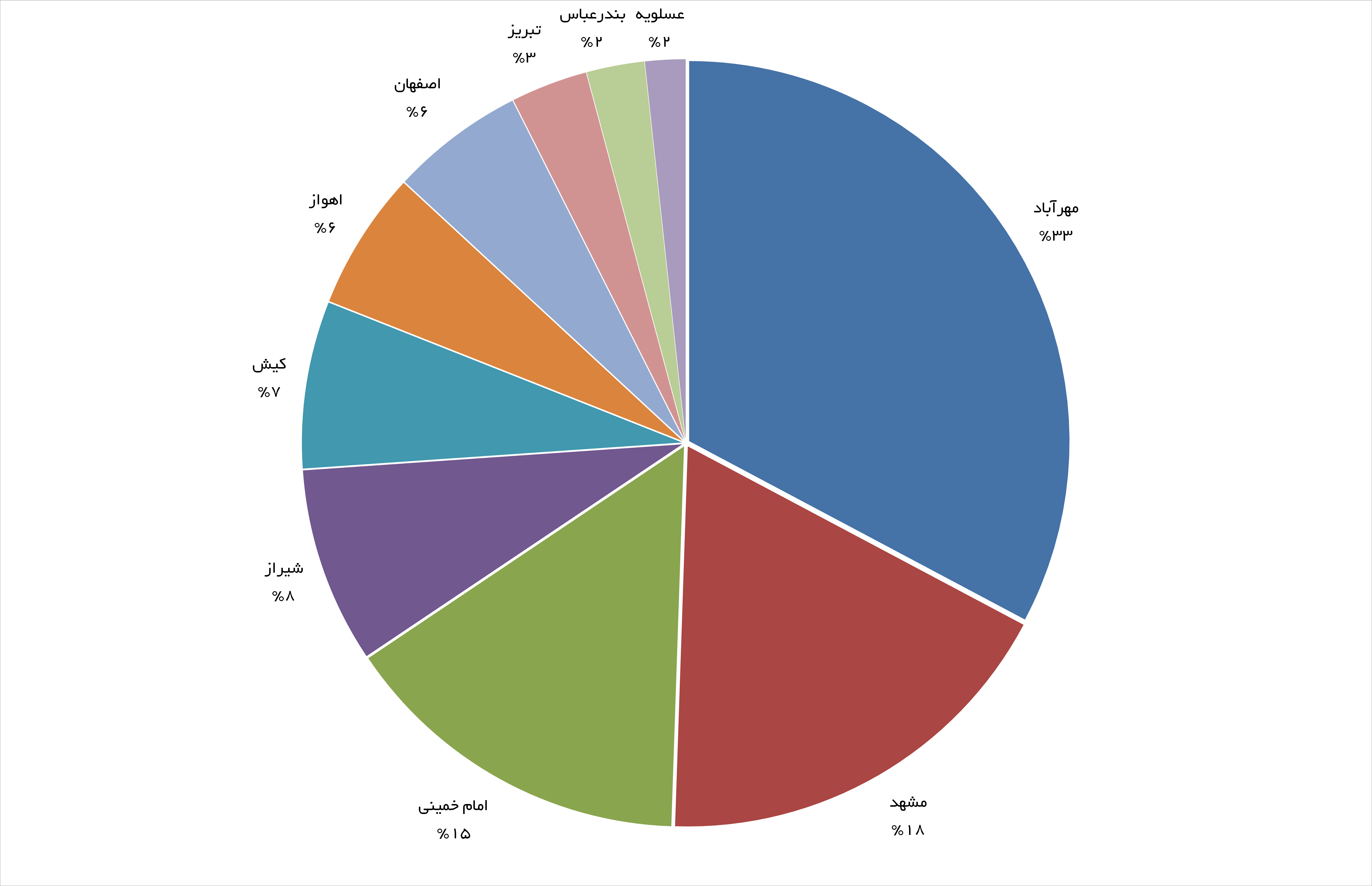
پررفت‌وآمدترین فرودگاه‌های ایران بر پایهٔ تعداد پروازها در سال ۲۰۱۵ میلادی.

| ردیف | فرودگاه               | تعداد پروازها | تعداد مسافران | جابه‌جایی بار (کیلوگرم) |
| ---- | --------------------- | ------------- | ------------- | ---------------------- |
| ۱    | فرودگاه مهرآباد       | ۱۰۹۷۵۰        | ۱۳۵۱۵۶۹۳      | ۹۵۱۵۶۷۸۸               |
| ۲    | فرودگاه مشهد          | ۵۹۴۵۸         | ۸۵۴۵۵۹۸       | ۸۱۲۸۵۰۷۱               |
| ۳    | فرودگاه امام خمینی    | ۵۰۴۲۳         | ۷۲۴۳۱۲۰       | ۱۳۵۱۹۲۱۲۶              |
| ۴    | فرودگاه شیراز         | ۲۷۸۳۸         | ۲۷۳۰۴۸۸       | ۲۷۵۳۶۹۹۳               |
| ۵    | فرودگاه کیش           | ۲۳۷۵۸         | ۲۷۴۰۰۷۶       | ۲۸۹۲۲۴۹۲               |
| ۶    | فرودگاه اصفهان        | ۱۹۷۱۴         | ۲۱۵۹۳۱۵       | ۱۹۱۲۸۲۷۲               |
| ۷    | فرودگاه اهواز         | ۱۹۰۲۰         | ۲۲۴۸۲۲۹       | ۲۲۴۱۵۶۴۱               |
| ۸    | فرودگاه تبریز         | ۱۰۹۰۰         | ۱۴۷۱۸۵۰       | ۱۱۷۹۹۰۳۱               |
| ۹    | فرودگاه بندرعباس      | ۸۲۴۰          | ۹۳۴۰۵۳        | ۹۱۲۶۹۴۷                |
| ۱۰   | فرودگاه عسلویه        | ۵۷۴۲          | ۷۸۴۰۰۲        | ۵۲۴۶۲۰۰                |
| ۱۱   | فرودگاه آبادان        | ۴۹۸۷          | ۵۴۰۴۵۷        | ۴۹۷۷۵۵۵                |
| ۱۲   | فرودگاه یزد           | ۴۸۹۱          | ۵۴۶۰۷۱        | ۳۸۹۴۷۴۱                |
| ۱۳   | فرودگاه بین‌المللی قشم | ۴۷۳۲          | ۳۹۷۰۹۹        | ۴۵۳۰۶۵۳                |
| ۱۴   | فرودگاه کرمان         | ۴۵۵۸          | ۷۷۴۸۰۲        | ۵۹۳۹۵۸۳                |
| ۱۵   | فرودگاه کرمانشاه      | ۴۰۰۴          | ۴۲۲۱۷۶        | ۲۹۲۵۹۸۰                |
| ۱۶   | فرودگاه زاهدان        | ۳۸۲۵          | ۴۱۳۷۹۵        | ۳۶۹۷۱۱۳                |
| ۱۷   | فرودگاه رشت           | ۳۰۴۵          | ۳۰۴۱۴۵        | ۳۰۹۸۰۳۰                |
| ۱۸   | فرودگاه ساری          | ۳۰۱۶          | ۳۰۷۵۰۸        | ۳۲۴۹۲۷۴                |
| ۱۹   | فرودگاه ارومیه        | ۲۸۴۰          | ۳۴۳۵۴۲        | ۲۳۸۸۷۸۵                |
| ۲۰   | فرودگاه بوشهر         | ۲۷۴۷          | ۳۲۴۲۰۴        | ۳۹۰۱۱۵۰                |
| ۲۱   | فرودگاه گرگان         | ۲۲۱۹          | ۱۷۱۳۱۸        | ۱۳۵۲۷۱۴                |
| ۲۲   | فرودگاه لارستان       | ۱۹۵۵          | ۱۵۱۵۴۲        | ۳۵۲۷۹۹۶                |
| ۲۳   | فرودگاه ماهشهر        | ۱۹۰۳          | ۱۷۳۶۶۳        | ۱۳۰۸۲۷۷                |
| ۲۴   | فرودگاه اردبیل        | ۱۶۱۳          | ۲۰۳۳۸۵        | ۱۵۲۰۰۳۴                |
| ۲۵   | فرودگاه ایلام         | ۱۵۲۲          | ۱۲۹۷۳۶        | ۶۵۲۵۰۲                 |
| ۲۶   | فرودگاه چابهار        | ۱۳۱۷          | ۱۲۱۲۵۴        | ۱۲۵۴۸۴۱                |
| ۲۷   | فرودگاه بیرجند        | ۱۰۹۶          | ۱۰۸۱۹۹        | ۹۷۵۰۷۷                 |
| ۲۸   | فرودگاه خرم‌آباد       | ۱۰۱۵          | ۷۳۸۱۸         | ۳۴۷۵۴۸                 |
| ۲۹   | فرودگاه سنندج         | ۶۹۸           | ۵۶۴۴۱         | ۲۵۱۶۸۵                 |
| ۳۰   | فرودگاه سیرجان        | ۶۴۲           | ۳۵۳۳۴         | ۲۰۸۰۴۵                 |
| ۳۱   | فرودگاه زابل          | ۶۱۴           | ۳۱۲۵۴         | ۲۷۳۹۷۶                 |
| ۳۲   | فرودگاه بجنورد        | ۵۵۳           | ۳۸۳۷۹         | ۱۹۷۲۰۵                 |
| ۳۳   | فرودگاه رامسر         | ۵۴۲           | ۲۶۴۳۰         | ۱۸۱۶۸۲                 |
| ۳۴   | فرودگاه همدان         | ۵۳۹           | ۴۹۱۲۹         | ۶۲۲۰۲۲                 |
| ۳۵   | فرودگاه یاسوج         | ۵۰۰           | ۲۵۰۶۱         | ۱۰۴۸۹۱                 |
| ۳۶   | فرودگاه لامرد         | ۴۸۰           | ۱۸۷۷۵         | ۲۲۴۴۷۹                 |
| ۳۷   | فرودگاه نوشهر         | ۴۰۳           | ۳۲۶۱۰         | ۳۴۲۸۵۵                 |
| ۳۸   | فرودگاه ابوموسی       | ۳۵۲           | ۳۴۰۶۹         | ۳۱۴۹۷۶                 |
| ۳۹   | فرودگاه بندر لنگه     | ۳۲۴           | ۱۸۰۴۹         | ۱۰۴۷۸۸                 |
| ۴۰   | فرودگاه شاهرود        | ۳۰۱           | ۵۳۳۱          | ۱۷۹۹۹                  |
| ۴۱   | فرودگاه ایران‌شهر      | ۲۸۸           | ۴۸۹۴          | ۴۰۷۲۴                  |
| ۴۲   | فرودگاه زنجان         | ۲۷۶           | ۲۵۷۹۵         | ۳۱۸۶۸۸                 |
| ۴۳   | فرودگاه رفسنجان       | ۲۵۶           | ۱۶۷۱۰         | ۱۳۷۸۱۱                 |
| ۴۴   | فرودگاه شهرکرد        | ۱۹۹           | ۱۰۵۹۴         | ۴۴۹۸۶                  |
| ۴۵   | فرودگاه بم            | ۱۷۶           | ۱۰۰۱۶         | ۷۲۴۸۷                  |
| ۴۶   | فرودگاه سبزوار        | ۱۶۶           | ۱۲۵۷۱         | ۸۱۹۳۴                  |
| ۴۷   | فرودگاه خوی           | ۱۶۲           | ۱۰۰۳۸         | ۷۱۲۱۲                  |
| ۴۸   | فرودگاه جیرفت         | ۱۵۸           | ۸۲۰۷          | ۶۰۹۰۳                  |
| ۴۹   | فرودگاه طبس           | ۱۵۲           | ۵۷۸۱          | ۳۹۹۸۶                  |
| ۵۰   | فرودگاه اراک          | ۱۳۶           | ۱۷۲۰۴         | ۱۴۲۴۴۰                 |
| ۵۱   | فرودگاه سراوان        | ۲             | صفر           | صفر                    |
| ۵۲   | فرودگاه کلاله         | ۲             | صفر           | صفر                    |

## سال ۱۳۹۲
| ردیف | فرودگاه                               | شهر         | مسافران داخلی | مسافران بین‌المللی | مسافران کل | تغییر ۱۳۹۱–۱۳۹۲ |
| ---- | ------------------------------------- | ----------- | ------------- | ----------------- | ---------- | --------------- |
|      | مجموع شهر تهران                       | تهران       | ۱۲٬۴۸۳٬۰۶۹    | ۵٬۶۰۹٬۷۹۹         | ۱۸٬۰۹۲٬۸۶۸ | ۰٪              |
| ۱    | فرودگاه بین‌المللی مهرآباد             | تهران       | ۱۲٬۴۸۲٬۴۱۹    | ۶۲۳٬۹۷۲           | ۱۳٬۱۰۶٬۳۹۱ | ۳٪              |
| ۲    | فرودگاه بین‌المللی شهید هاشمی‌نژاد مشهد | مشهد        | ۵٬۸۱۲٬۵۸۲     | ۱٬۵۰۸٬۷۸۹         | ۷٬۳۲۱٬۳۷۱  | ۸٪              |
| ۳    | فرودگاه بین‌المللی امام خمینی          | تهران       | ۶۵۰           | ۴٬۹۸۵٬۸۲۷         | ۴٬۹۸۶٬۴۷۷  | ۷٪              |
| ۴    | فرودگاه بین‌المللی کیش                 | جزیره کیش   | ۲٬۴۶۱٬۳۱۸     | ۲۳۸٬۵۴۰           | ۲٬۶۹۹٬۸۵۸  | ۳٪              |
| ۵    | فرودگاه بین‌المللی شهید دستغیب شیراز   | شیراز       | ۱٬۹۳۴٬۹۱۰     | ۳۹۴٬۵۱۸           | ۲٬۳۲۹٬۴۲۸  | ۰٪              |
| ۶    | فرودگاه بین‌المللی شهید بهشتی اصفهان   | اصفهان      | ۱٬۶۳۶٬۶۲۹     | ۴۶۷٬۰۰۴           | ۲٬۱۰۳٬۶۳۳  | ۷٪              |
| ۷    | فرودگاه بین‌المللی اهواز               | اهواز       | ۱٬۸۹۴٬۱۱۳     | ۹۹٬۸۷۸            | ۱٬۹۹۳٬۹۹۱  | ۴٪              |
| ۸    | فرودگاه بین‌المللی شهید مدنی تبریز     | تبریز       | ۱٬۰۰۵٬۱۶۴     | ۲۳۰٬۲۳۹           | ۱٬۲۳۵٬۴۰۳  | ۲٪              |
| ۹    | فرودگاه بین‌المللی بندرعباس            | بندرعباس    | ۸۷۵٬۶۸۰       | ۷۷٬۶۸۶            | ۹۵۳٬۳۶۶    | ۹٪              |
| ۱۰   | فرودگاه کرمان                         | کرمان       | ۶۲۲٬۴۸۴       | ۱۰۷٬۹۹۳           | ۷۳۰٬۴۷۷    | ۴٪              |
| ۱۱   | فرودگاه بین‌المللی خلیج فارس           | بندر عسلویه | ۷۰۷٬۲۳۴       | ۶٬۴۶۰             | ۷۱۳٬۶۹۴    | ۱٪              |
| ۱۲   | فرودگاه شهید صدوقی یزد                | یزد         | ۳۹۱٬۳۲۸       | ۷۹٬۸۳۶            | ۴۷۱٬۱۶۴    | ۱۰٪             |
| ۱۳   | فرودگاه کرمانشاه                      | کرمانشاه    | ۴۱۳٬۵۱۰       | ۳۹٬۳۴۸            | ۴۵۲٬۸۵۸    | ۶٪              |
| ۱۴   | فرودگاه بین‌المللی شهدای بوشهر         | بوشهر       | ۳۹۵٬۵۰۶       | ۲۵٬۲۶۶            | ۴۲۰٬۷۷۲    | ۵٪              |
| ۱۵   | فرودگاه بین‌المللی زاهدان              | زاهدان      | ۳۸۱٬۷۸۵       | ۲۶٬۶۶۸            | ۴۰۸٬۴۵۳    | ۱۲٪             |
| ۱۶   | فرودگاه آبادان                        | آبادان      | ۳۵۴٬۹۷۴       | صفر               | ۳۵۴٬۹۷۴    | ۵۱٪             |
| ۱۷   | فرودگاه ارومیه                        | ارومیه      | ۳۰۷٬۱۷۰       | ۴۳٬۲۹۶            | ۳۵۰٬۴۶۶    | ۱۴٪             |
| ۱۸   | فرودگاه سردار جنگل رشت                | رشت         | ۲۹۳٬۵۸۸       | ۲۴٬۱۹۴            | ۳۱۷٬۷۸۲    | ۲٪              |
| ۱۹   | فرودگاه دشت ناز ساری                  | ساری        | ۱۸۲٬۵۶۱       | ۱۳۲٬۳۵۴           | ۳۱۴٬۹۱۵    | ۱۴٪             |
| ۲۰   | فرودگاه بین‌المللی قشم                 | جزیره قشم   | ۲۴۷٬۷۸۸       | ۱۷٬۷۷۷            | ۲۶۵٬۵۶۵    | ۲۳٪             |
| ۲۱   | فرودگاه اردبیل                        | اردبیل      | ۱۸۸٬۰۱۲       | ۱۵٬۴۷۴            | ۲۰۳٬۴۸۶    | ۱۴٪             |
| ۲۲   | فرودگاه گرگان                         | گرگان       | ۱۶۷٬۶۱۰       | ۲۷٬۹۹۷            | ۱۹۵٬۶۰۷    | ۱۸٪             |
| ۲۳   | فرودگاه ماهشهر                        | بندر ماهشهر | ۱۷۶٬۳۷۱       | صفر               | ۱۷۶٬۳۷۱    | ۱۲٪             |
| ۲۴   | فرودگاه ایلام                         | ایلام       | ۱۲۹٬۲۰۱       | صفر               | ۱۲۹٬۲۰۱    | ۶٪              |

منبع:
- فرودگاه‌های تحت مالکیت[۲]
- فرودگاه‌های اختصاصی[۳]

## سال ۱۳۹۰
| ردیف | فرودگاه                             | شهر         | مسافران داخلی | مسافران بین‌المللی | مسافران کل | تغییر ۱۳۸۹–۱۳۹۰ |
| ---- | ----------------------------------- | ----------- | ------------- | ----------------- | ---------- | --------------- |
| ۱    | فرودگاه بین‌المللی مهرآباد           | تهران       | ۱۲٬۸۲۶٬۹۹۲    | ۷۴۲٬۵۸۱           | ۱۳٬۵۶۹٬۵۷۳ | ۳٪              |
| ۲    | فرودگاه بین‌المللی مشهد              | مشهد        | ۵٬۰۸۷٬۷۰۶     | ۱٬۰۸۶٬۱۹۲         | ۶٬۱۷۳٬۸۹۸  | ۳٪              |
| ۳    | فرودگاه بین‌المللی امام خمینی        | تهران       | ۱٬۴۲۳         | ۴٬۹۴۹٬۰۱۰         | ۴٬۹۵۰٬۴۳۳  | ۱٪              |
| ۴    | فرودگاه بین‌المللی شهید دستغیب شیراز | شیراز       | ۱٬۹۸۹٬۰۹۹     | ۴۱۵٬۷۱۸           | ۲٬۴۰۴٬۸۱۷  | ۱٪              |
| ۵    | فرودگاه بین‌المللی کیش               | جزیره کیش   | ۲٬۱۹۵٬۸۹۳     | ۱۸۰٬۰۳۲           | ۲٬۳۷۵٬۹۲۵  | ۳٪              |
| ۶    | فرودگاه بین‌المللی اهواز             | اهواز       | ۱٬۸۵۶٬۵۷۴     | ۱۲۸٬۵۰۶           | ۱٬۹۸۵٬۰۸۰  | ۱٪              |
| ۷    | فرودگاه بین‌المللی شهید بهشتی اصفهان | اصفهان      | ۱٬۵۳۶٬۶۷۹     | ۴۳۱٬۸۵۰           | ۱٬۹۶۸٬۵۲۹  | ۳٪              |
| ۸    | فرودگاه بین‌المللی شهید مدنی تبریز   | تبریز       | ۱٬۰۸۷٬۸۳۴     | ۲۹۹٬۸۴۶           | ۱٬۳۸۷٬۶۸۰  | ۱٪              |
| ۹    | فرودگاه بین‌المللی بندرعباس          | بندرعباس    | ۱٬۰۲۶٬۳۶۸     | ۱۱۹٬۹۹۷           | ۱٬۱۴۶٬۳۶۵  | ۱٪              |
| ۱۰   | فرودگاه بین‌المللی کرمان             | کرمان       | ۶۸۱٬۴۴۹       | ۹۸٬۷۵۱            | ۷۸۰٬۲۰۰    | ۷٪              |
| ۱۱   | فرودگاه بین‌المللی خلیج فارس         | بندر عسلویه | ۶۴۱٬۱۲۲       | صفر               | ۶۴۱٬۱۲۲    | ۱۲٪             |
| ۱۲   | فرودگاه شهید اشرفی کرمانشاه         | کرمانشاه    | ۵۲۰٬۱۰۱       | ۴۵٬۸۲۲            | ۵۶۵٬۹۲۳    | ۱٪              |
| ۱۳   | فرودگاه بین‌المللی زاهدان            | زاهدان      | ۴۷۷٬۹۴۱       | ۴۶٬۲۴۹            | ۵۲۴٬۱۹۰    | ۸٪              |
| ۱۴   | فرودگاه شهید صدوقی یزد              | یزد         | ۳۶۳٬۲۲۶       | ۸۴٬۱۵۲            | ۴۴۷٬۳۷۸    | ۲٪              |
| ۱۵   | فرودگاه بین‌المللی شهدای بوشهر       | بندر بوشهر  | ۳۷۵٬۲۰۲       | ۳۱٬۰۲۳            | ۴۰۶٬۲۲۵    | ۱۹٪             |

## سال ۱۳۸۹
| ردیف مجموع مسافر | فرودگاه            | شهر      | مسافران بین‌المللی | مسافران داخلی | پرواز بین‌المللی | پرواز داخلی | بار (تن) بین‌المللی | بار (تن) داخلی | رشد مسافر نسبت به ۱۳۸۸ |
| ---------------- | ------------------ | -------- | ----------------- | ------------- | --------------- | ----------- | ------------------ | -------------- | ---------------------- |
| ۱                | فرودگاه مهرآباد*   | تهران    | ۴۶۷٬۳۳۸           | ۱۲٬۶۹۶٬۰۳۰    | ۱٬۷۷۲           | ۱۰۷٬۲۸۳     | ۸٬۰۸۷              | ۱۰۴٬۳۰۷        | 0۹٪                    |
| ۲                | فرودگاه مشهد*      | مشهد     | ۹۰۱٬۳۲۵           | ۵٬۰۸۱٬۹۰۲     | ۶٬۹۱۸           | ۳۷٬۸۳۱      | ۱۶٬۱۸۹             | ۴۰٬۳۴۴         | 0۲۰٪                   |
| ۳                | فرودگاه امام‌خمینی* | تهران    | ۴٬۹۸۴٬۲۴۰         | ۷۷۳           | ۳۱٬۳۷۸          | ۲٬۱۷۲       | ۱۰۳٬۸۳۹            | ۱۵             | 0۱۸٪                   |
| ۴                | فرودگاه شیراز*     | شیراز    | ۳۹۰٬۱۷۲           | ۲٬۰۴۸٬۲۱۵     | ۳٬۶۶۳           | ۲۰٬۵۲۴      | ۸٬۱۷۲              | ۱۷٬۱۶۰         | 0۶٪                    |
| ۵                | فرودگاه اهواز      | اهواز    | ۱۴۵٬۲۵۹           | ۱٬۸۶۰٬۲۹۷     | ۱٬۰۱۶           | ۱۵٬۶۷۳      | ۲٬۰۲۶              | ۱۲٬۴۵۹         | 0۴٪                    |
| ۶                | فرودگاه اصفهان*    | اصفهان   | ۳۵۰٬۶۴۵           | ۱٬۵۵۱٬۹۰۷     | ۲٬۱۲۷           | ۱۵٬۵۹۵      | ۶٬۶۲۹              | ۱۱٬۱۹۵         | 0۶٪                    |
| ۷                | فرودگاه تبریز*     | تبریز    | ۲۶۸٬۰۶۲           | ۱٬۱۰۸٬۵۹۳     | ۲٬۱۶۰           | ۹٬۴۳۲       | ۴٬۲۳۴              | ۷٬۷۸۶          | 0۳۰٪                   |
| ۸                | فرودگاه بندرعباس*  | بندرعباس | ۱۱۲٬۴۶۹           | ۱٬۰۱۹٬۸۷۲     | ۱٬۲۱۹           | ۹٬۳۷۱       | ۱٬۵۲۴              | ۹٬۰۰۴          | 0۱۲٪                   |
| ۹                | فرودگاه کرمان*     | کرمان    | ۴۶٬۰۹۳            | ۶۸۵٬۸۲۲       | ۳۱۳             | ۴٬۴۳۸       | ۱٬۱۰۷              | ۵٬۴۴۴          | 0۱۴٪                   |
| ۱۰               | فرودگاه کرمانشاه   | کرمانشاه | ۲۶٬۸۱۶            | ۵۴۶٬۱۱۷       | ۲۱۴             | ۵٬۵۱۳       | ۵۱۵                | ۳٬۷۵۴          | 0۴٪                    |
| ۱۱               | فرودگاه ساری*      | ساری     | ۲۸٬۳۰۲            | ۴۵۶٬۲۷۰       | ۲۹۰             | ۳۸۹۶        | ۴۰۰                | ۶٬۱۲۴          | 0۷٪                    |

## سال ۱۳۸۷
| ردیف | فرودگاه            | شهر      | مسافران بین‌المللی | مسافران داخلی | پرواز بین‌المللی | پرواز داخلی | بار (تن) بین‌المللی | بار (تن) داخلی |
| ---- | ------------------ | -------- | ----------------- | ------------- | --------------- | ----------- | ------------------ | -------------- |
| ۱    | فرودگاه مهرآباد*   | تهران    | ۷۰۳٬۰۷۲           | ۱۰٬۱۵۰٬۷۳۶    | ۲٬۳۱۰           | ۸۷٬۱۹۷      | ۴٬۰۷۵              | ۸۱٬۶۴۱         |
| ۲    | فرودگاه مشهد*      | مشهد     | ۷۱۹٬۱۰۵           | ۳٬۳۸۸٬۹۷۴     | ۴٬۸۵۴           | ۲۴٬۷۲۱      | ۳٬۵۰۸              | ۲۰٬۳۳۱         |
| ۳    | فرودگاه امام‌خمینی* | تهران    | ۳٬۹۳۹٬۵۳۲         | صفر           | ۲۵٬۳۷۰          | صفر         | ۹۲٬۴۲۶             | صفر            |
| ۴    | فرودگاه شیراز*     | شیراز    | ۳۶۹٬۶۵۱           | ۱٬۵۳۳٬۸۷۴     | ۳٬۳۶۰           | ۱۶٬۰۷۵      | ۸٬۱۰۷              | ۱۴٬۰۶۹         |
| ۵    | فرودگاه اصفهان*    | اصفهان   | ۳۳۲٬۰۹۶           | ۱٬۱۸۹٬۳۱۷     | ۱٬۷۹۶           | ۱۱٬۴۳۵      | ۶٬۹۵۷              | ۸٬۹۷۶          |
| ۶    | فرودگاه اهواز      | اهواز    | ۱۴۳٬۴۸۹           | ۱٬۳۷۹٬۷۰۸     | ۸۸۶             | ۱۲٬۱۶۲      | ۲٬۰۲۶              | ۱۲٬۴۵۹         |
| ۷    | فرودگاه تبریز*     | تبریز    | ۱۸۸٬۶۳۶           | ۶۶۵٬۲۴۶       | ۱٬۳۵۱           | ۵٬۳۹۷       | ۲٬۷۴۶              | ۴٬۴۸۵          |
| ۸    | فرودگاه بندرعباس*  | بندرعباس | ۹۰٬۸۷۵            | ۷۳۵٬۶۳۰       | ۱٬۰۲۷           | ۶٬۰۶۰       | ۱۴۰                | ۵٬۵۲۴          |
| ۹    | فرودگاه کرمان*     | کرمان    | ۵۰٬۴۴۵            | ۵۰۲٬۴۳۷       | ۲۸۴             | ۳٬۱۷۵       | ۸۹۳                | ۳٬۹۴۶          |
| ۱۰   | فرودگاه کرمانشاه   | کرمانشاه | ۲۶٬۱۶۳            | ۴۶۳٬۷۳۷       | ۱۲۰             | ۴٬۶۴۶       | ۴                  | ۲٬۰۳۳          |
| ۱۱   | فرودگاه زاهدان*    | زاهدان   | ۱۸٬۹۹۷            | ۳۲۹٬۱۹۳       | ۱۳۲             | ۲٬۵۹۲       | ۲۸۰                | ۴٬۶۰۵          |
| ۱۲   | فرودگاه ساری*      | ساری     | ۹۳٬۸۰۴            | ۶۱٬۹۷۱        | ۵۰۳             | ۷۵۷         | ۲٬۰۷۴              | ۴۶۶            |

. * فرودگاه بین‌المللی (سایر فرودگاه‌ها مرز هوایی)